# Enicosanthum
Enicosanthum es un género de plantas fanerógamas con 19 especies perteneciente a la familia de las anonáceas. Son nativas del sur y sudeste de Asia.

## Taxonomía
El género fue descrito por Odoardo Beccari y publicado en Nuovo Giornale Botanico Italiano 3: 183. 1871.  La especie tipo es: Enicosanthum paradoxum Becc. 

## Especies
| - Enicosanthum acuminatum - Enicosanthum congregatum - Enicosanthum coriaceum - Enicosanthum cupulare - Lista completa de especies |